# دافينا ميشيل
دافينا ميشيل (بالهولندية: Michelle Hoogendoorn)‏ هي مغنية ويوتيوبية هولندية، ولدت في 12 نوفمبر 1995 في روتردام في هولندا.

## وصلات خارجية
- الموقع الرسمي
- دافينا ميشيل على موقع IMDb (الإنجليزية)
- دافينا ميشيل على موقع ميوزك برينز (الإنجليزية)
- دافينا ميشيل على موقع أول ميوزيك (الإنجليزية)
- دافينا ميشيل على موقع ديسكوغز (الإنجليزية)